# Championnat de France de rugby à XV 1968-1969
Navigation
Édition précédente Édition suivante
La Première Division est constituée de huit poules de huit clubs, soit 64 clubs au total. À l'issue de la phase qualificative, les quatre premières équipes de chaque poule sont qualifiées pour les 1/16e de finale. L'épreuve se poursuit ensuite par élimination directe sur un match sur terrain neutre.
Le  CA Bègles  remporte le Championnat de France de rugby à XV de première Division 1968-1969 après avoir battu le Stade toulousain en finale.
Bègles remporte son premier bouclier de Brennus, effaçant son échec en finale de 1967. Le Stade toulousain échoue en finale pour la première fois après 1945, il l'avait emporté en 1947.
L'US Dax remporte le Challenge Yves du Manoir devant Grenoble 24-12.

## Phase de qualification
Les 4 premiers de chaque poule sont qualifiés pour les seizièmes de finale. Les derniers de chaque poule descendent en Deuxième Division.
Tout score dépassant 20 points d'écart compte +20 pour le vainqueur et -20 pour le perdant à la différence de points.
Les équipes sont départagées par la différence de points marqués dans les matchs les opposants en cas d'égalité de points au classement entre deux ou plusieurs équipes.
| n° | Club               | Pts | J  | V | N | D  | Pm. | Pc. | Diff. |
| -- | ------------------ | --- | -- | - | - | -- | --- | --- | ----- |
| 1. | AS Montferrand     | 33  | 14 | 9 | 1 | 4  | 208 | 124 | +77   |
| 2. | FC Lourdes         | 32  | 14 | 8 | 2 | 4  | 232 | 138 | +79   |
| 3. | US Cognac          | 32  | 14 | 9 | 0 | 5  | 188 | 124 | +42   |
| 4. | Aviron bayonnais   | 30  | 14 | 7 | 2 | 5  | 174 | 121 | +23   |
| 5. | Stade aurillacois  | 28  | 14 | 7 | 0 | 7  | 112 | 120 | +1    |
| 6. | SA Condom          | 26  | 14 | 5 | 2 | 7  | 96  | 100 | +3    |
| 7. | Stade lavelanétien | 24  | 14 | 4 | 2 | 8  | 112 | 252 | -99   |
| 8. | Lyon OU            | 19  | 14 | 2 | 1 | 11 | 84  | 227 | -126  |

| n° | Club            | Pts | J  | V  | N | D  | Pm. | Pc. | Diff. |
| -- | --------------- | --- | -- | -- | - | -- | --- | --- | ----- |
| 1. | SU Agen         | 40  | 14 | 13 | 0 | 1  | 409 | 86  | +184  |
| 2. | RC Toulon       | 33  | 14 | 9  | 1 | 4  | 274 | 155 | +96   |
| 3. | CA Périgueux    | 32  | 14 | 9  | 0 | 5  | 237 | 149 | +60   |
| 4. | SO Chambéry     | 28  | 14 | 6  | 2 | 6  | 95  | 197 | -58   |
| 5. | Section paloise | 27  | 14 | 6  | 1 | 7  | 96  | 147 | -45   |
| 6. | Valence sportif | 24  | 14 | 5  | 0 | 9  | 192 | 229 | -25   |
| 7. | CS Vienne       | 22  | 14 | 3  | 2 | 9  | 154 | 197 | -36   |
| 8. | ES Gimont       | 18  | 14 | 2  | 0 | 12 | 75  | 372 | -176  |

| n° | Club                | Pts | J  | V  | N | D  | Pm. | Pc. | Diff. |
| -- | ------------------- | --- | -- | -- | - | -- | --- | --- | ----- |
| 1. | RC Narbonne         | 41  | 14 | 13 | 1 | 0  | 309 | 67  | +201  |
| 2. | US Romans           | 34  | 14 | 10 | 0 | 4  | 156 | 81  | +75   |
| 3. | SC Tulle            | 33  | 14 | 9  | 1 | 4  | 154 | 94  | +60   |
| 4. | Castres olympique   | 27  | 14 | 6  | 1 | 7  | 136 | 145 | -9    |
| 5. | CA Lannemezan       | 27  | 14 | 6  | 1 | 7  | 130 | 196 | -50   |
| 6. | US Oyonnax          | 22  | 14 | 3  | 2 | 9  | 82  | 151 | -58   |
| 7. | CA Castelsarrasin   | 22  | 14 | 4  | 0 | 10 | 111 | 195 | -73   |
| 8. | Stade montchaninois | 18  | 14 | 1  | 2 | 11 | 95  | 244 | -146  |

| n° | Club               | Pts | J  | V  | N | D  | Pm. | Pc. | Diff. |
| -- | ------------------ | --- | -- | -- | - | -- | --- | --- | ----- |
| 1. | Stadoceste tarbais | 37  | 14 | 11 | 1 | 2  | 227 | 82  | +105  |
| 2. | La Voulte sportif  | 34  | 14 | 10 | 0 | 4  | 302 | 108 | +132  |
| 3. | USA Perpignan      | 32  | 14 | 9  | 0 | 5  | 220 | 154 | +38   |
| 4. | US Tyrosse         | 30  | 14 | 8  | 0 | 6  | 178 | 163 | +16   |
| 5. | SC Angoulême       | 30  | 14 | 7  | 2 | 5  | 143 | 144 | +3    |
| 6. | FC Oloron          | 25  | 14 | 5  | 1 | 8  | 135 | 142 | -3    |
| 7. | US Foix            | 19  | 14 | 2  | 1 | 11 | 77  | 246 | -127  |
| 8. | UA Mimizan         | 17  | 14 | 1  | 1 | 12 | 72  | 315 | -164  |

| n° | Club            | Pts | J  | V  | N | D  | Pm. | Pc. | Diff. |
| -- | --------------- | --- | -- | -- | - | -- | --- | --- | ----- |
| 1. | US Dax          | 37  | 14 | 11 | 1 | 2  | 212 | 88  | +107  |
| 2. | Racing CF       | 33  | 14 | 8  | 3 | 3  | 161 | 132 | +36   |
| 3. | FC Saint-Claude | 30  | 14 | 7  | 2 | 5  | 91  | 86  | +5    |
| 4. | US Montauban    | 30  | 14 | 7  | 2 | 5  | 138 | 93  | +43   |
| 5. | St. Dijon       | 28  | 14 | 6  | 2 | 6  | 90  | 114 | -22   |
| 6. | RC Vichy        | 28  | 14 | 7  | 0 | 7  | 129 | 139 | -10   |
| 7. | US Fumel-Libos  | 23  | 14 | 3  | 3 | 8  | 79  | 139 | -54   |
| 8. | St. Montluçon   | 15  | 14 | 0  | 1 | 13 | 56  | 165 | -105  |

| n° | Club                | Pts | J  | V | N | D  | Pm. | Pc. | Diff. |
| -- | ------------------- | --- | -- | - | - | -- | --- | --- | ----- |
| 1. | Stade beaumontois   | 33  | 14 | 9 | 1 | 4  | 173 | 136 | +25   |
| 2. | Stade toulousain    | 32  | 14 | 9 | 1 | 4  | 240 | 94  | +116  |
| 3. | US bressane         | 31  | 14 | 8 | 1 | 5  | 155 | 203 | -28   |
| 4. | Stade montois       | 30  | 14 | 8 | 0 | 6  | 241 | 167 | +51   |
| 5. | US Quillan-Espéraza | 29  | 14 | 7 | 1 | 6  | 171 | 162 | -2    |
| 6. | RC chalonnais       | 25  | 14 | 4 | 3 | 7  | 130 | 156 | -23   |
| 7. | US Carmaux          | 25  | 14 | 5 | 1 | 8  | 185 | 218 | -21   |
| 8. | RRC Nice            | 18  | 14 | 2 | 0 | 12 | 83  | 242 | -118  |

| n° | Club            | Pts | J  | V  | N | D  | Pm. | Pc. | Diff. |
| -- | --------------- | --- | -- | -- | - | -- | --- | --- | ----- |
| 1. | CA Brive        | 39  | 14 | 12 | 1 | 1  | 305 | 81  | +143  |
| 2. | Stade cadurcien | 36  | 14 | 11 | 0 | 3  | 136 | 130 | +14   |
| 3. | AS Béziers      | 32  | 14 | 8  | 2 | 4  | 185 | 96  | +88   |
| 4. | CA Bègles       | 30  | 14 | 7  | 2 | 5  | 220 | 140 | +63   |
| 5. | FC Auch         | 28  | 14 | 7  | 0 | 7  | 128 | 129 | +1    |
| 6. | UA Gaillac      | 24  | 14 | 4  | 2 | 8  | 93  | 126 | -37   |
| 7. | SC Albi         | 20  | 14 | 2  | 2 | 10 | 64  | 206 | -103  |
| 8. | SA Saint-Sever  | 15  | 14 | 0  | 1 | 13 | 60  | 283 | -169  |

| n° | Club                     | Pts | J  | V  | N | D  | Pm. | Pc. | Diff. |
| -- | ------------------------ | --- | -- | -- | - | -- | --- | --- | ----- |
| 1. | SC Graulhet              | 34  | 14 | 10 | 0 | 4  | 198 | 139 | +65   |
| 2. | Stade rochelais          | 33  | 14 | 9  | 1 | 4  | 211 | 90  | +98   |
| 3. | Biarritz olympique       | 33  | 14 | 9  | 1 | 4  | 231 | 109 | +93   |
| 4. | Toulouse OEC             | 29  | 14 | 7  | 1 | 6  | 148 | 118 | +20   |
| 5. | FC Grenoble              | 27  | 14 | 6  | 1 | 7  | 183 | 186 | -15   |
| 6. | St-Jean-de-Luz olympique | 26  | 14 | 6  | 0 | 8  | 123 | 201 | -78   |
| 7. | SC Mazamet               | 24  | 14 | 5  | 0 | 9  | 164 | 177 | -29   |
| 8. | USA Limoges              | 18  | 14 | 2  | 0 | 12 | 65  | 303 | -154  |

## Seizièmes de finale
Les équipes dont le nom est en caractères gras sont qualifiées pour les huitièmes de finale.
| Date         | Équipe 1           | Score   | Équipe 2           | Lieu                                   |
| ------------ | ------------------ | ------- | ------------------ | -------------------------------------- |
| 30 mars 1969 | RC Narbonne        | 20 - 6  | Castres olympique  | Stadium municipal, Albi                |
| 30 mars 1969 | SU Agen            | 20 - 8  | SO Chambéry        | Stade Saint-Augustin-du-Var, Nice      |
| 30 mars 1969 | CA Brive           | 15 - 8  | Toulouse OEC       | Stade du Musard, Bègles                |
| 30 mars 1969 | US Dax             | 9 - 6   | US Tyrosse         | Stade Antoine-Béguère, Lourdes         |
| 30 mars 1969 | Stadoceste tarbais | 8 - 3   | Aviron bayonnais   | Stade Maurice-Boyaux, Dax              |
| 30 mars 1969 | SC Graulhet        | 11 - 3  | US Montauban       | Stade des Ponts-Jumeaux, Toulouse      |
| 30 mars 1969 | AS Montferrand     | 16 - 3  | Stade montois      | Stade de Beaublanc, Limoges            |
| 30 mars 1969 | Stade beaumontois  | 6 - 24  | CA Bègles          | Stade Roger-Dantou, Périgueux          |
| 30 mars 1969 | Stade cadurcien    | 8 - 3   | FC Saint-Claude    | Stade Alexandre-Cueille, Tulle         |
| 30 mars 1969 | La Voulte sportif  | 15 - 6  | US bressane        | Stade Lesdiguières, Grenoble           |
| 30 mars 1969 | US Romans          | 14 - 12 | USA Perpignan      | Stade municipal, Vichy                 |
| 30 mars 1969 | Stade rochelais    | 9 - 6   | US Cognac          | Stade Chanzy, Angoulême                |
| 30 mars 1969 | RC Toulon          | 27 - 8  | CA Périgueux       | Parc des sports de Sauclières, Béziers |
| 30 mars 1969 | AS Béziers         | 6 - 3   | Racing CF          | Stade Marcel-Verchère, Bourg-en-Bresse |
| 30 mars 1969 | Stade toulousain   | 11 - 9  | SC Tulle           | Stade Jean-Clément, Valence            |
| 30 mars 1969 | FC Lourdes         | 9 - 11  | Biarritz olympique | Parc des sports Saint-Léon, Bayonne    |

Lourdes, champion de France mais en pleine crise interne est éliminé dès les seizièmes de finale.

## Huitièmes de finale
Les équipes dont le nom est en caractères gras sont qualifiées pour les quarts de finale.
| Date          | Équipe 1           | Score   | Équipe 2           | Lieu                                     |
| ------------- | ------------------ | ------- | ------------------ | ---------------------------------------- |
| 13 avril 1969 | RC Narbonne        | 33 - 8  | Biarritz olympique | Parc des sports de Sapiac, Montauban     |
| 13 avril 1969 | SU Agen            | 16 - 22 | Stade toulousain   | Parc des sports de l'Aguiléra, Biarritz  |
| 13 avril 1969 | CA Brive           | 9 - 6   | AS Béziers         | Stade de la Croix-du-Prince, Pau         |
| 13 avril 1969 | US Dax             | 11 - 9  | RC Toulon          | Stade olympique Yves-du-Manoir, Colombes |
| 13 avril 1969 | Stadoceste tarbais | 8 - 9   | Stade rochelais    | Stadium municipal, Brive-la-Gaillarde    |
| 13 avril 1969 | SC Graulhet        | 3 - 6   | US Romans          | Stade Albert-Domec, Carcassonne          |
| 13 avril 1969 | AS Montferrand     | 17 - 5  | La Voulte sportif  | Stade Fernand-Bouisson, Marseille        |
| 13 avril 1969 | CA Bègles          | 28 - 6  | Stade cadurcien    | Stade Marcel-Deflandre, La Rochelle      |

## Quarts de finale
Les équipes dont le nom est en caractères gras sont qualifiées pour les demi-finales.
| Date          | Équipe 1         | Score  | Équipe 2        | Lieu                                    |
| ------------- | ---------------- | ------ | --------------- | --------------------------------------- |
| 20 avril 1969 | RC Narbonne      | 6 - 15 | CA Bègles       | Stade Armandie, Agen                    |
| 20 avril 1969 | Stade toulousain | 9 - 3  | AS Montferrand  | Stade Aimé-Giral, Perpignan             |
| 20 avril 1969 | CA Brive         | 27 - 9 | US Romans       | Stade Marcel-Michelin, Clermont-Ferrand |
| 20 avril 1969 | US Dax           | 12 - 3 | Stade rochelais | Stade Maurice-Trélut, Tarbes            |

Le RC Narbonne, premier de la saison régulière et encore invaincu, est éliminé dès les quarts de finale par le futur champion de France.

## Demi-finales
| Date       | Équipe 1         | Score   | Équipe 2 | Lieu                              |
| ---------- | ---------------- | ------- | -------- | --------------------------------- |
| 4 mai 1969 | CA Bègles        | 13 - 11 | US Dax   | Stade des Ponts-Jumeaux, Toulouse |
| 4 mai 1969 | Stade toulousain | 8 - 5   | CA Brive | Parc Lescure, Bordeaux            |

## Finale
| Équipes          | CA Bègles - Stade toulousain |
| Score            | 11-9 |
| Date             | 18 mai 1969 |
| Stade            | Stade Gerland, Lyon |
| Arbitre          | Roger Austry |
| Les équipes      | |
| CA Bègles        | Jean-Pierre Pedemay, Christian Swierczinski, Claude Violin, Louis-Michel Traissac, Michel Chagnaud, Daniel Dubois, Michel Boucherie, Georges Lafourcade, François Morlaes, François Gesta-Lavit, Jean-Charles Lamouliatte, Christian Malterre, Jean Trillo, Jean-Pierre Ruaud, Jacques Crampagne |
| Stade toulousain | Noël Brousse, Roger Guiter, Michel Moussard, Serge Morel, Paul Garrigues, Claude Labatut, Christian Duvignacq, Michel Billière, Jean-Louis Bérot, Pierre Villepreux, Jean-Marie Bonal, Jacques Puig, Jean-Marie Barsalou, Roger Bourgarel, Jacques Larnaudie                                     |
| Points marqués   | |
| CA Bègles        | 1 essai de Trillo, 1 transformation, 1 pénalité et 1 drop de Crampagne |
| Stade toulousain | 1 essai de Puig, 2 pénalités de Villepreux |

Le CA Bèglais l'emporte, tous ses points ont été marqués par deux joueurs internationaux: Jean Trillo et Jacques Crampagne.

Pierre Villepreux, malgré ses six points, perd une deuxième fois en finale et ne sera pas champion de France.

## Statistiques
Le demi d'ouverture du SU Agen, Jean-Louis Dehez, termine meilleur buteur de la saison avec 157 points. Il établit alors un nouveau record dans la compétition.